# L'Odyssée du Hindenburg
Pour plus de détails, voir Fiche technique et Distribution.
L'Odyssée du Hindenburg (The Hindenburg) est un film américain réalisé par Robert Wise, sorti en 1975.
Plusieurs passages du film présentent des documents filmiques d'époque, notamment la catastrophe finale du Hindenburg.
L'action du film se déroule en 1937. Le zeppelin allemand Hindenburg, symbole de l'Allemagne hitlérienne, doit effectuer un voyage à destination des États-Unis. Mais les autorités allemandes ont vent d'une tentative d'attentat visant à le détruire. Le colonel Ritter (George C. Scott) est alors envoyé à bord, afin de veiller à la sécurité de l'aérostat et pour démasquer les terroristes.

## Synopsis
Au Wisconsin, Kathie Rauch de Milwaukee envoie une lettre à l'ambassadeur d'Allemagne à Washington, affirmant que le zeppelin Hindenburg explosera après avoir survolé la ville de New York lors de son amerrissage. Pendant ce temps, le colonel de la Luftwaffe, Franz Ritter monte à bord dans l'intention de protéger le Hindenburg, car diverses menaces ont été proférées à l'encontre du dirigeable, que certains considèrent nécessaire de protéger comme un symbole de la puissance de l'Allemagne nazie.
Ritter est assisté par un fonctionnaire nazi, le Hauptsturmführer Martin Vogel, qui se présente comme un photographe officiel lors de la traversée de l'Atlantique. Cependant, tous deux enquêtent indépendamment sur le passé de tous les passagers et membres d'équipage et Ritter a rapidement des raisons de soupçonner tout le monde, y compris sa vieille amie, la comtesse Ursula von Reugen. Il apprend que sa propriété balte de Peenemünde a été prise par les nazis, ce qui la force à rendre visite à sa fille à Boston.
Parmi les autres principaux suspects figurent les joueurs de cartes Emilio Pajetta et Major Napier, Edward Douglas, un directeur de publicité germano-américain ainsi que plusieurs membres de l'équipage et même les capitaines du Hindenburg, Pruss et Lehmann. De nombreux indices se révèlent être des faux-fuyants, comme le fait que Joe Spah ait dessiné l'intérieur du navire comme une idée pour un spectacle de vaudeville et des noms mystérieux, qui s'avèrent être le nom de chevaux de course à bord du Queen Mary, où voyage le concurrent de Douglas.

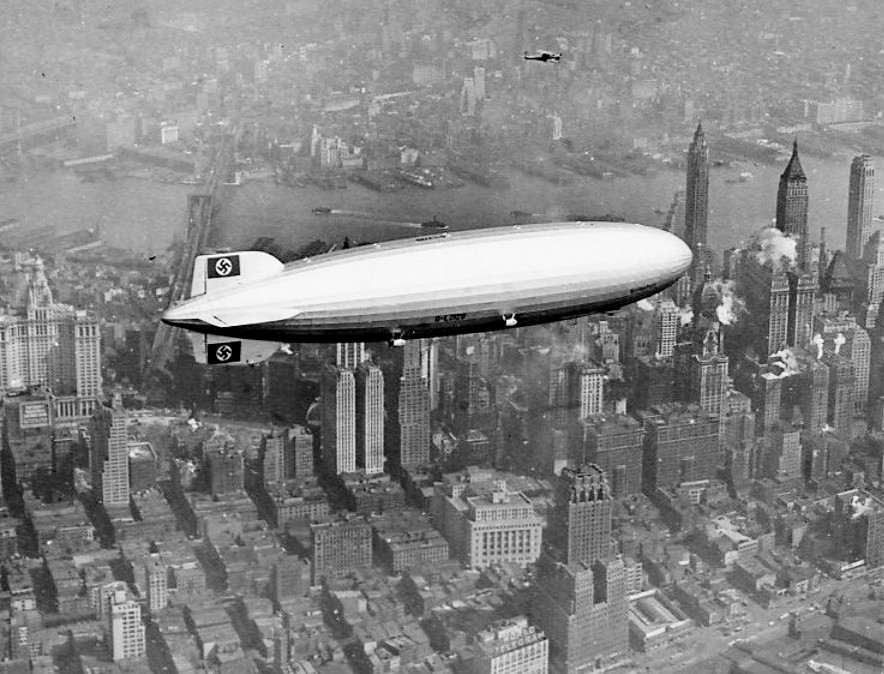
Le Hindenburg au-dessus de Manhattan (New York), le 6 mai 1937, peu avant la catastrophe.

Alors que le Hindenburg fait route vers la base aéronavale de Lakehurst, les événements conspirent contre Ritter et Vogel. Ils soupçonnent bientôt le truqueur Karl Boerth, un ancien leader des Jeunesses hitlériennes qui a perdu ses illusions pour le régime. Ritter tente de l'arrêter mais il résiste et demande son aide puis sympathise avec lui parce que le fils de Ritter a été tué dans un accident un an auparavant alors qu'il faisait partie des Jeunesses hitlériennes. Ritter reçoit plus tard la nouvelle que la petite amie de Boerth, Freda Halle, a été tuée alors qu'elle tentait d'échapper à une arrestation pendant que le Hindenburg traversait l'Atlantique. Boerth, en apprenant la nouvelle de la mort de Halle, prévoit de se suicider en restant à bord du dirigeable au moment où la bombe explose, pour montrer qu'il existe une résistance au national socialisme. Ritter accepte à contrecœur avec Boerth de poser la bombe à 7 h 30, heure à laquelle le dirigeable aurait dû atterrir et les passagers débarquer, assurant qu'une explosion en vol est la dernière chose qu'il souhaite.
En installant la bombe, Boerth laisse tomber la partie du couteau qui est récupérée par un membre de l'équipage. Pour dissimuler la perte de son couteau, Boerth en vole un à son collègue plieur Ludwig Knorr. Vogel commence à travailler dans le dos de Ritter, en arrêtant Boerth et en confisquant le passeport de la comtesse. Alors que le dirigeable approche de sa destination pour 7 heures , Ritter réalise maintenant que l'atterrissage a été retardé et cherche Boerth pour lui demander où se trouve la bombe. Vogel est surpris par Ritter dans la soute à bagages en train de torturer Boerth. Il se bat avec Ritter avant d'être assommé. Blessé, Boerth dit à Ritter que la bombe est dans la pièce de réparation de la cellule 4. Ritter tente de désamorcer la bombe mais il est distrait par Vogel maintenant réveillé et n'a plus le temps.
La bombe explose tuant Ritter sur le coup et envoyant Vogel voler le long de la passerelle. Ce dernier survit et est porté par des membres de l'équipage au sol. Boerth, blessé par la torture de Vogel, meurt de ses brûlures mais parvient à libérer le chien des Channings avant que le navire ne s'écrase au sol. D'autres passagers et membres d'équipage sont vus en train de lutter pour survivre à l'incendie. La comtesse survit et retrouve sa fille.
Le lendemain, une fois l'incendie éteint, un narrateur énumère les survivants et les victimes de la catastrophe ainsi que certaines des théories possibles. L'épave est examinée pour l'enquête avant d'être nettoyée. Alors que le commentaire radio mémorable d'Herbert Morrison est diffusé, on voit le Hindenburg voler à nouveau, pour disparaître à nouveau dans les nuages alors que le générique de fin défile.

## Fiche technique
- Titre original : The Hindenburg
- Titre français : L'Odyssée du Hindenburg
- Réalisation : Robert Wise, assisté d'Howard Kazanjian
- Scénario : Nelson Gidding, Richard Levinson et William Link, d'après le livre The Hindenburg de Michael M. Mooney
- Musique : David Shire
- Direction artistique : Edward C. Carfagno
- Décors : Frank R. McKelvy
- Costumes : Dorothy Jeakins
- Photographie : Robert Surtees
- Montage : Donn Cambern
- Production : Robert Wise
- Société de production : The Filmakers Group
- Société de distribution : Universal Pictures
- Pays de production :  États-Unis
- Langue originale : anglais
- Format : noir et blanc / couleur - 2.35 : 1
- Genre : catastrophe, aventure, drame
- Durée : 125 minutes
- Dates de sortie[1] :
  - États-Unis : 25 décembre 1975
  - Royaume-Uni : 18 mars 1976
  - France : 28 avril 1976
- Affiche : Bill Gold (États-Unis)

## Distribution
- George C. Scott (VF : André Valmy) : le colonel Franz Ritter
- Anne Bancroft (VF : Nadine Alari) : la comtesse Ursula von Reugen
- William Atherton (VF : Bernard Murat) : Karl Boerth, le gréeur
- Roy Thinnes (VF : Daniel Gall) : Martin Vogel
- Gig Young (VF : Jean-François Laley) : Edward Douglas
- Burgess Meredith : Emilio Pajetta
- Charles Durning (VF : Albert Augier) : le capitaine Max Pruss
- Richard A. Dysart (VF : François Chaumette) : le capitaine Ernst A. Lehmann
- Robert Clary (VF : Henri Labussière) : Joseph Späh
- René Auberjonois (VF : Jacques Ciron) : le major Napier
- Peter Donat (VF : Jean-Claude Michel) : Reed Channing
- Alan Oppenheimer (VF : Raoul Curet) : Albert Breslau
- Katherine Helmond (VF : Lily Baron) : Mme Mildred Breslau
- Joanna Moore (VF : Paule Emanuele) : Mme Beth Channing
- Stephen Elliott (VF : François Valorbe) : le capitaine Fellows
- Joyce Davis : Eleanore Ritter
- Jean Rasey (VF : Francine Lainé) : Valerie Breslau
- Ted Gehring (VF : Henry Djanik) : Ludwig Knorr, un gréeur
- Lisa Pera (VF : Jocelyne Darche) : Freda Halle
- Joe Di Reda (VF : Jean Daurand) : Schulz
- Peter Canon : Ludecke, un gréeur
- Charles Macaulay (VF : Maurice Dorléac) : Hirsch, le steward
- Rex Holman : Wilhelm Dimmler, officier ingénieur
- Jan Merlin (VF : Michel Gudin) : Speck, l'opérateur des transmissions
- Betsy Jones-Moreland : Emilie Sahling Imhoff, l'hôtesse
- Colby Chester (VF : Jacques Ebner) : Eliot Howell III
- Teno Pollick : Frankel
- Curt Lowens : Ludwig Felber
- Kip Niven : le lieutenant Truscott
- Michael Richardson (VF : Jacques Ferrière) : Neuhaus, un gréeur
- Herbert Nelson (VF : Serge Nadaud) : Dr. Hugo Eckener
- Scott Walker (VF : Marc de Georgi) : le commandant de la Gestapo au contrôle des passeports avant le départ
- Greg Mullavey : Herbert Morrison, le journaliste commentant en direct la catastrophe
- Val Bisoglio (VF : Raymond Loyer) : le lieutenant A. Lombardi
- Simon Scott (VF : Henri Poirier) : le général de la Luftwaffe
- William Sylvester : le colonel de la Luftwaffe
- David Mauro (VF : René Bériard) : Joseph Goebbels
- Joe Turkel (VF : Claude Joseph) : l'inspecteur Moore
- Sandy Ward : l'inspecteur Grunberger

Et, parmi les acteurs non crédités :
- Norman Alden (VF : Georges Aubert) : l'inspecteur Baker du N.Y.P.D.
- Wade Crosby : un passager âgé
- Arch Johnson (VF : Jacques Marin) : le capitaine B. F. Farley du N.Y.P.D.
- Ruth Kobart (VF : Aline Bertrand) : Hattie
- James Lashly (VF : Jacques Ferrière) : Kirby, l'homme chargé d'arrimer le zeppelin
- Rollin Moriyama : M. Kenji Shimura, un passager
- John Pickard : Rudolf Sauter, chef ingénieur
- Ruth Schudson (VF : Paula Dehelly) : Kathie Rauch
- Rolfe Sedan (VF : Alfred Pasquali) : Hans Luther, l'ambassadeur d'Allemagne à Washington
- Bea Silvern (VF : Héléna Manson) : la femme critiquant Freda Halle à sa sortie de table avec Boerth
- Charles Wagenheim (VF : Eddy Rasimi) : l'homme à Lakehurst ayant reçu une demande pour vérifier la tuyauterie du zeppelin
- Herbert Morrison (VF : Serge Nadaud) : lui-même, voix du journaliste qui récapitule les faits et causes de la catastrophe à la fin du film (archives sonores)

## Anachronismes
- La décoration croix de chevalier de la croix de fer, pour laquelle on veut proposer le colonel Ritter en récompense de ses actions pendant la guerre d'Espagne, n'a été instituée en réalité qu'à partir de 1939.
- Au début du film, on voit une camionnette Citroën Type H, qui n'a été construite qu'à partir de 1948.
- Le rachat par General Motors d'Opel en Allemagne, évoqué par Douglas, avait en réalité été effectué dès 1929.